# كولن شتاين
كولن شتاين (بالإنجليزية: Colin Stein)‏ (10 مايو 1947 المملكة المتحدة - ) هو لاعب كرة قدم بريطاني يلعب كمهاجم.

## مسيرته الكروية
لعب كولن شتاين خلال مسيرته الاحترافية مع 4 أندية في ستة عشر موسمًا وسجل خلالها 135 هدف ضمن 305 مباراة. حيث فاز في موسمين بالكأس وفي موسمين بالدوري.
خاض كولن شتاين مسيرته مع نادي هيبرنيان في موسم 1965–66 ليلعب معه أربعة مواسم، مشاركًا في 70 مباراة سجل خلالها 41 هدفًا. ثم انتقل إلى نادي رينجرز في موسم 1968–69 في المرة الأولى ليلعب معه خمسة مواسم ثم في موسم 1974–75 واستمر معه طيلة ثلاثة مواسم، حيث شارك طوالها في 128 مباراة سجل خلالها 64 هدفًا. لينتقل بعدها إلى نادي كوفنتري سيتي في موسم 1972–73 واستمر معه طيلة ثلاثة مواسم، مشاركًا في 83 مباراة سجل خلالها 22 هدفًا. ثم انتقل إلى نادي كيلمارنوك في موسم 1977–78 لمدة موسم واحد، مشاركًا في 24 مباراة سجل خلالها 8 أهداف.

## روابط خارجية
- كولن شتاين على موقع الاتحاد الإسكتلندي (الإنجليزية)
- كولن شتاين على موقع قاعدة بيانات كرة القدم.إي يو (الإنجليزية)
- كولن شتاين على موقع ناشيونال فوتبول تيمز (الإنجليزية)